# Andreas Rebers

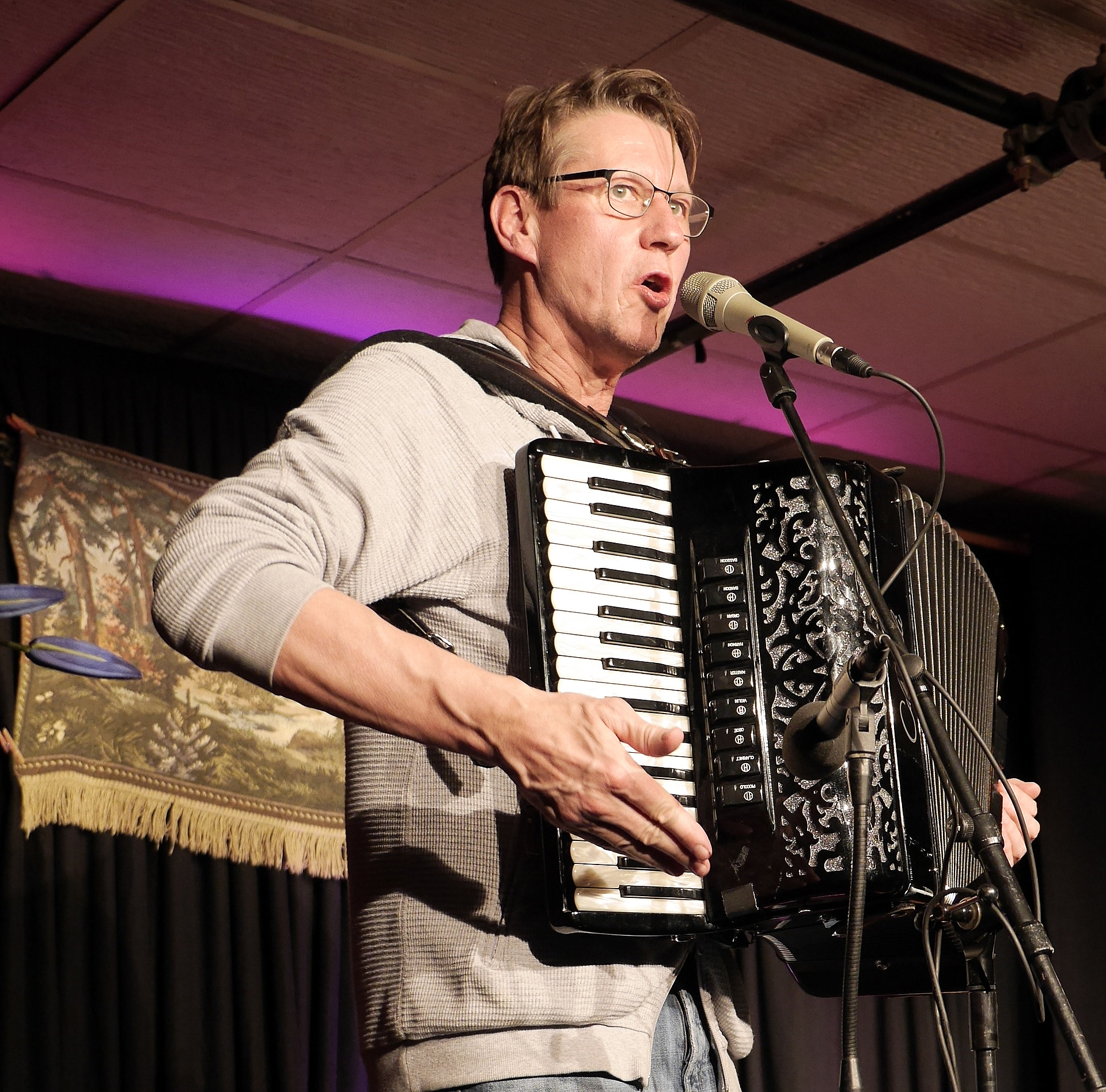
Andreas Rebers (2014)

Andreas Rebers (* 7. Januar 1958 in Westerbrak, Niedersachsen) ist ein deutscher Kabarettist, Autor, Musiker und Komponist.

## Leben

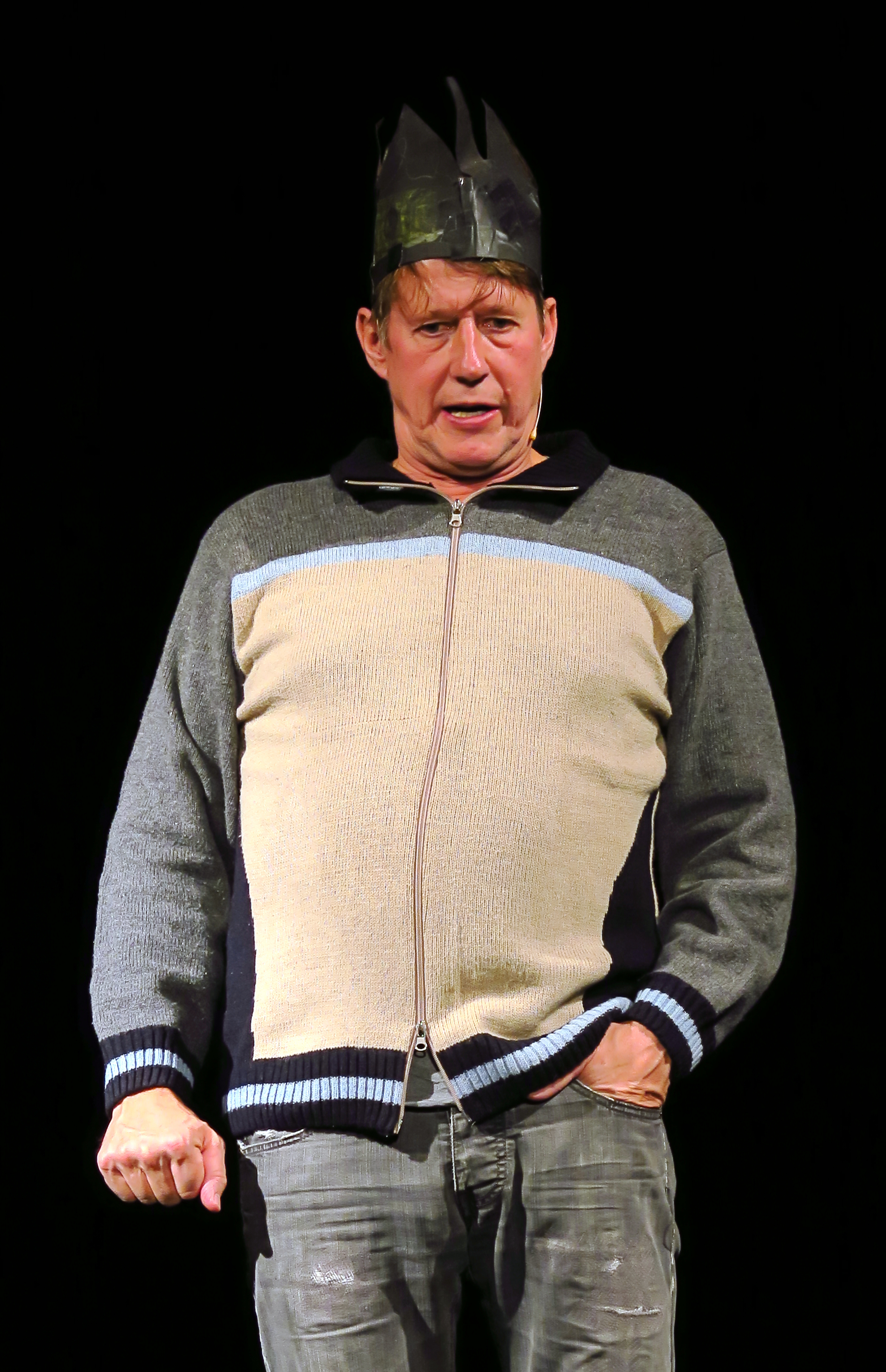
Weihnachten mit Onkel Andi
Dezember 2017
Parktheater Göggingen

Rebers wurde in Westerbrak im niedersächsischen Weserbergland geboren und wuchs dort mit seinen vier Geschwistern auf. Seine Familie hatte sich nach der Flucht aus Schlesien nach dem Zweiten Weltkrieg dort niedergelassen. In seinen Programmen thematisiert er gerne seine schlesische Familienherkunft. Mit der Stimmungskapelle Los Promillos fand er auf Schützen- und Feuerwehrfesten Niedersachsens sein erstes musikalisches Betätigungsfeld.
Rebers studierte an der Universität Hannover auf Lehramt, wurde aber als Grund- und Hauptschullehrer nicht übernommen. Während des Studiums ergaben sich erste Kontakte zur freien Theaterszene und zum Kabarett. 1984 bis 1988 studierte er bei Thomas Aßmus Akkordeon. 1989 bis 1997 war er Musikalischer Leiter des Schauspiels am Staatstheater Braunschweig. Rebers ist Autor von Chansons, Liedern und Kabarettprogrammen sowie Komponist von Bühnen- und Schauspielmusiken. Engagements führten ihn nach Hannover, Braunschweig, Krefeld, Basel, Zürich und München. Kabarettgastspiele absolvierte er im gesamten deutschsprachigen Raum.
1996 gab er sein erstes Gastspiel in der Münchner Lach- und Schießgesellschaft, deren Ensemble er von 1997 bis 1999 als Autor und Akteur angehörte. Er unternahm Deutschlandtourneen und wirkte mit in Radiofeatures und Sendungen wie „Roglers Freiheit“, „Satirefest“, „Scheibenwischer“ und „Satire Gipfel“. Gemeinsame Auftritte hatte Rebers mit Urban Priol, Achim Konejung, Bruno Jonas, Josef Hader, Georg Schramm und Mathias Richling.
Seit 2007 hat er wiederholt Einladungen zu Kabarettabenden im Ausland erhalten, die vom Auswärtigen Amt zusammen mit dem Goethe-Institut oder deutschen Auslandsschulen durchgeführt werden, z. B. Belgrader Kabarettabend, Lissabonner Kabarettabend. Andere Gastspiele gab es in Zusammenarbeit mit den Auslandsvertretungen in Mailand (2011) und Sofia (2012).
Hinzu kommen regelmäßige Auftritte in Fernseh-Kabarettsendungen wie Nuhr im Ersten (vormals Scheibenwischer, dann Satiregipfel), Pufpaffs Happy Hour, Ottis Schlachthof und Kabarett aus Franken sowie Gastauftritte in Hörfunk-Kabarettsendungen wie Querköpfe im DLF, den radioSpitzen auf Bayern 2 oder kabarett direkt auf Ö1.
Seit Dezember 2020 ist er ordentliches Mitglied – Abteilung Darstellende Kunst – der Bayerischen Akademie der Schönen Künste.

## Programme und Produktionen
Soloprogramme:
- 1991: Realitätsverluste
- 1992: Ansichten eines Alleinunterhalters
- 1994: Musik und gute Laune
- 1997: Schluß mit lustig
- 1999: Sonntag Nacht – Die weekend Satire
- 1999: Ich mag mich trotzdem
- 2001: Ziemlich dicht – Selbstgespräche eines Alleinunterhalters
- 2003: nebenan und nebenbei
- 2005: Lieber vom Fachmann
- 2008: Auf der Flucht
- 2010: Ich regel das
- 2010: Der Gegenbesuch – ein Programm für Österreich
- 2013: Predigt erledigt aktualisierte Fassung von Ich regel das
- 2014: Rebers muss man mögen
- 2014: Weihnachten mit Onkel Andi
- 2015: Amen
- 2018: Ich helfe gern
- 2021: Rumpelkinder – Schmuddelstilzchen – Ein Franz-Josef Degenhardt Abend mit Andreas Rebers
- 2023: rein geschäftlich
- 2024: I warat jetzt do (Österreich-Tournee)

aktuelle Programme:
- 2021: Rumpelkinder – Schmuddelstilzchen
- 2023: rein geschäftlich
- 2024: I warat jetzt do (Österreich-Tournee)

Theaterproduktionen:
- 1990: Das Hausingen im Staatstheater Braunschweig
- 1992: Unwahrscheinlich Grün im Stadttheater Pforzheim
- 1998: Ein Fallschirm kommt selten allein am Stadttheater Krefeld
- 1998: Szenen aus dem Alltag Deutscher Familien im Beethovensaal der Redoute in Bad Godesberg.
- 1999: Der große Pankalla im Staatstheater Braunschweig

Koproduktionen:
- 1992: Deutsche Deutsche
- 1994: Männer zwischen Windeln und Weißbier mit Norbert Heckner
- 1999: Rebers trifft Hader – Eine öffentliche Verabredung mit Josef Hader
- seit 2014: Spüli, Pommern, Sterz & Hintern / Dieser Sommer war zu heiß – gemeinsame Leseabende mit Michael Sailer

Bergpredigt: Kabarett am Spitzingsee: Rebers mit Gastpredigern beim „Gipfeltreffen“ auf der Jagahütt'n am Stümpfling (Gde. Schliersee).
- 2013: Helmut Schleich
- 2014: Bruno Jonas
- 2015: Wellküren
- 2016: Wellbrüder aus'm Biermoos
- 2017: Willy Astor und Andreas Martin Hofmeir
- 2018: Monika Gruber
- 2019: Piet Klocke

Ensembleprogramme mit der Lach- und Schießgesellschaft:
- 1997: Die Polka-Krise von Andreas Rebers
- 1998: Das vertanzt sich von Andreas Rebers

## Veröffentlichungen
CDs
- Ich mag mich trotzdem (aufgenommen in der Münchner Lach- und Schießgesellschaft, April 2000) WortArt, Köln 2000, ISBN 3-931780-75-9
- Ziemlich dicht (aufgenommen im Theater am Küchengarten Hannover, April 2002) WortArt, Köln 2002, ISBN 3-7857-1238-3
- Nebenan und nebenbei (aufgenommen in der Comedia Theater Köln, Juni 2004) WortArt, Köln 2005, ISBN 3-7857-1460-2
- Lieber vom Fachmann (aufgenommen im Pantheon-Theater Bonn, April 2007) WortArt, Köln 2007, ISBN 978-3-86604-712-9
- Ich regel das (aufgenommen in der Münchner Lach- und Schießgesellschaft, Juli 2010) WortArt, Köln 2011, ISBN 978-3-8371-0826-2
- Rebers muss man mögen (aufgenommen im Theater Die Wühlmäuse Berlin, November 2015) WortArt, Köln 2016, ISBN 978-3-8371-3521-3
- Rebers - Road and Radio Show, WortArt, Köln 2019, ISBN 978-3-9462-0751-1
- Andreas Rebers – Rumpelkinder – Schmuddelstilzchen – 2 CDs, Ein Franz Josef Degenhardt Abend mit Andreas Rebers und den Gitarristen  André Matov und Samuel Halscheidt – WortArt, Köln 2021, ISBN 978-3-8371-5605-8

Buch
- Der kleine Kaukasus – Heimatgeschichten, 1/2011 WortArt /  Edel Germany ISBN 978-3-8419-0111-8

Hörbuch
- 2012 Der kleine Kaukasus  – 4 CDs, gelesen von Joachim Król,  WortArt ISBN 978-3-8371-1326-6

## Auszeichnungen
- 2000: Wolfsburger Wolf

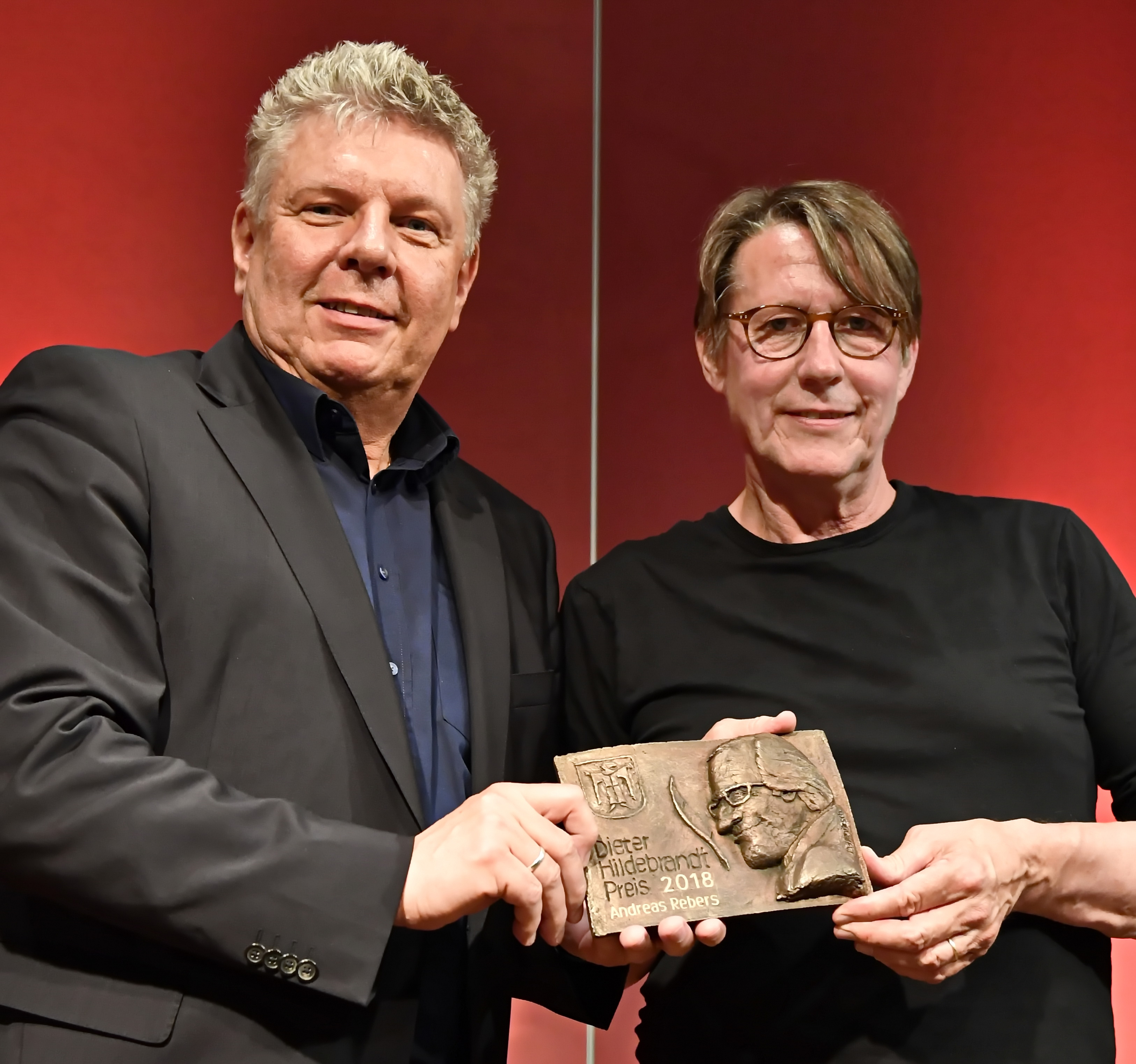
Dieter Reiter (links) überreicht Andreas Rebers den Dieter-Hildebrandt-Preis 2018

- 2003: Prix Pantheon, Publikumspreis Beklatscht & Ausgebuht
- 2005: Das große Kleinkunstfestival, Jury-Preis
- 2006: Sprungbrett, Förderpreis des Handelsblattes
- 2006: Salzburger Stier
- 2006: Stern des Jahres der Münchner Abendzeitung in der Kategorie Kabarett
- 2007: Deutscher Kleinkunstpreis in der Kategorie Kabarett
- 2008: Deutscher Kabarettpreis, Hauptpreis
- 2013: Bayerischer Kabarettpreis, Musik
- 2016: Wilhelmshavener Knurrhahn, Kabarett, Musik
- 2018: Dieter-Hildebrandt-Preis der Stadt München
- 2018: Benennung eines Asteroiden nach ihm: (367404) Andreasrebers.
- 2020: Ordentliches Mitglied Bayerische Akademie der Schönen Künste Darstellende Kunst
- 2021: Schweizer Kabarett-Preis Cornichon
- 2022: Münchhausen-Preis[2]